# シャンバラ (バンド)
シャンバラ（SHAMBARA）は、1989年当時カシオペアのメンバーだった櫻井哲夫と神保彰によって結成されたボーカルバンド。しかし、これが原因で二人はカシオペアから脱退することになった。

## 参加メンバー
- 櫻井哲夫（ベース）
- 神保彰（ドラムス＆パーカッション）
- 古川望（ギター）
- 梁邦彦（キーボード）
- 国分友里恵（ボーカル）
- 秋元薫（ボーカル）

## 活動史
1988年に二枚のアルバム制作と国内外でおよそ100カ所にわたるライブを行ったカシオペアは、翌1989年に所属レコード会社と所属事務所の双方を移籍することが重なり、新体制が整うまでの間、バンドの基幹活動であるアルバム制作とライブの全国ツアーを休止し、年始からメンバー各々は個人活動期間に入った。櫻井哲夫と神保彰は他のミュージシャンを集めて、カシオペアの音楽性とは全く正反対な日本語によるボーカルバンド、シャンバラを結成し、アルバム『SHAMBARA』をレコーディングする。バンドだけに単発的なプロジェクトではなく、しかもこれは当時隆盛を誇ったMZA有明によるイベント・プロジェクトとして企画された大々的なものであった。当時二十歳代全般にわたるカシオペア・ファンとMZA有明を訪れるターゲット層が重なったからである。先述のアルバム『SHAMBARA』は同年7月20日に発売し、同日と翌日にはMZA有明で発売記念ライブを開催（9月にも同所で2DAYSライブを開催）。また、サウンドだけでなく、ヴィジュアル面にも力を入れ、そのヴィジュアルプロデューサーにはファッションデザイナーの山本寛斎を招き、氏が手掛けるDCブランドの服をステージ衣装にしたり、ライブのステージセットなどもデザインして貰った。
しかしながら、このシャンバラ・プロジェクトには、残ったカシオペアのメンバーで、リーダーの野呂一生と向谷実が異議を唱える。「シャンバラの今後の継続的な活動は、直に迫るカシオペアの活動再開に支障を与える」として二人に活動停止を要請。これに対し、櫻井と神保はカシオペアの活動と両立出来ると主張。野呂・向谷と櫻井・神保の両陣営は最後まで平行線を辿って物別れになり、櫻井と神保はこの年をもってカシオペアから脱退してしまう。そして翌1990年、櫻井と神保の二人は、企画色が強いシャンバラの活動母体となる、カシオペアと同じフュージョン・シーンのユニット、ジンサクを結成。ジンサクが始動したその1990年はシャンバラを活動させなかったが、メンバー入れ替えによる新編成を計画していることなどは発表していた。しかし、諸事情により結局はそのまま自然消滅してしまい、二人の活動は以後ジンサクのほうへと専念していった。

## シティ・ポップとして再評価
ジンサクは活動末期へと入る1996年に角松敏生にサウンド・プロデュースを依頼して、日本語ボーカルをフィーチャリングしたアルバム『DISPENSATION』をリリースしたり、その当時にスタジオライブのテレビ番組『THE MINT CLUB』を持っていて、多くのボーカリストをゲストに招いていてセッションするなどして再びボーカル音楽と向き合ってはいたのだが、シャンバラの曲を再現することはなかった。また、ジンサク活動中、そして1998年の解散以後も櫻井と神保はソロ活動で日本語ボーカルでのライブ・セッションをする機会はあったのだが、そこでもシャンバラの曲を再現することはなかった。カシオペアのファンとMZA有明に訪れる首都圏の二十代というミニマムな層に向けたアルバム『SHAMBARA』は後述する復刻まで、1989年の初版以来、1995年に一度だけCD選書の一環として廉価版になって再発売されたのみで、存在そのものが忘れ去られていった。
しかしながら、2010年代に入り、日本発のシティ・ポップが海外で注目を集めていて、シャンバラのボーカリスト、国分と秋元双方のソロ作品が持て囃されるようになり、その同年代における関連作品として、二人が全面参加し、さらに海外でも知名度が高いカシオペアのメンバーが手掛けたシャンバラも四半世紀の時を経て再評価されるに至った。
アルバム『SHAMBARA』は全10曲中、作詞はともに作詞家である国分と秋元が共作または単独で全曲を担当し、作曲は櫻井と神保が4曲ずつ、古川が1曲、メンバーではない石黒彰が1曲提供した。サウンド・プロデュースはシャンバラ自身で、全10曲中9曲のアレンジはシャンバラ、石黒、岩本正樹による合同で、古川作曲の「SOLID DANCE」だけは氏による単独のアレンジとアルバムのライナーノーツにはクレジットされている。ライブでの再現を踏まえた、ギター、ベース、キーボード、ドラムスの4リズムによるバンド・アンサンブルに、櫻井と神保がカシオペアの片鱗を垣間見せるギミックプレーを挿入しつつも、物心豊かな時代を反映した煌びやかな装飾音と、その当時第一線の国分と秋元による卓越したコーラスワーク、そこに「この上なくポジティブな人間賛歌」と「都会の街を舞台に、洗練された男女の恋愛模様」を英語交じりに綴った詞の世界は、シティ・ポップの教科書なるものがあれば、それにそのまま則った作りであった。
当時、アルバムからシングルカットはされなかったが、非売品のプロモーション盤としてアルバム収録曲「恋の瞬間 ～Can't stop my love」の7インチ・アナログ・シングル（EP盤）が存在し、B面のやはりアルバム収録曲「SOLID DANCE」とともにシティ・ポップ愛好家や和モノDJなどの間で人気となって高値で取引されていたことから、2021年3月にジャケットの装丁も当時のままに正規販売盤として復刻された。同年8月、さらにアルバム『SHAMBARA』が1989年の初版発売時には作られなかったLP盤で復刻され、同年12月にはようやく最新リマスタリングを施したCDが復刻された。
音楽誌『レコード・コレクターズ』（ミュージック・マガジン社・刊）2022年9月号の特集「シティ・ポップの再定義」では、先行して評価を確立している国分、秋元のアルバムとともにシャンバラとアルバム『SHAMBARA』も取り上げられるようになった。選者の片島吉章は以下のように論評している。